# Flukonazol
Flukonazol je triazolni antifungalni agens koji se koristi za tretman Oropharyngeal candidiasis i Cryptococcal meningitis kod obolelih od side.

## Spoljašnje veze
Категорија:Антимикотици
|  | Molimo Vas, obratite pažnju na važno upozorenje u vezi sa temama iz oblasti medicine (zdravlja). |